# De fördömdas resa
De fördömdas resa (originaltitel: Voyage of the Damned) är en brittisk dramafilm från 1976 i regi av Stuart Rosenberg. Manuset, skrivet av David Butler och Steve Shagan, är baserat på romanen Voyage of the Damned från 1974, av Gordon Thomas och Max Morgan-Witts, som i sin tur bygger på en sann händelse (se "Bakgrund"). Rollerna spelas av bland andra Faye Dunaway, Oskar Werner, Lee Grant, Max von Sydow, James Mason och Malcolm McDowell.

## Handling
1939 avseglar fartyget M/S St. Louis från den tyska hamnstaden Hamburg till Havanna, på Kuba, med omkring 900 judar ombord. När fartyget slutligen når sin destination förbjuds dock fartyget att angöra hamn.

## Medverkande (urval)
| Faye Dunaway    | – Denise Kreisler  |
| Oskar Werner    | – Dr Egon Kreisler |
| Lee Grant       | – Lillian Rosen    |
| Sam Wanamaker   | – Carl Rosen       |
| Lynne Frederick | – Anna Rosen       |
| David de Keyser | – Joseph Joseph    |
| Della McDermott | – Julia Strauss    |
| Genevieve West  | – Sarah Strauss    |
| Luther Adler    | – Prof. Weiler     |
| Wendy Hiller    | – Rebecca Weiler   |
| Julie Harris    | – Alice Fienchild  |
| Max von Sydow   | – Kapten Schroeder |
| Orson Welles    | – Estedes          |
| James Mason     | – Remos            |
| Denholm Elliott | – Wilhelm Canaris  |

## Bakgrund
Händelseförloppet var ett propagandaspel av den tyske propagandaministern Joseph Goebbels, som genom denna planerade incident ville få världen att inse att judarna inte är önskvärda någonstans. Denna händelse skulle, enligt nazisterna själva, legitimera den pågående judeförföljelsen (senare judeutrotningen), och ingen skulle därför ha rätt att protestera mot den nazistiskt förda politiken.